# TKO (Justin Timberlake)
TKO è un singolo del cantante statunitense Justin Timberlake estratto il 20 settembre 2013 dalla RCA Records come secondo singolo dall'album The 20/20 Experience 2 of 2. In copertina si staglia Justin con i pugni tesi contro l'obiettivo e il viso contratto e la scritta TKO rossa che campeggia sulla foto.
TKO è l'acronimo di Technical Knock-Out (KO tecnico), e sta a descrivere il senso di sconfitta e l'impossibilità di reagire nel vedere la propria ragazza con qualcun altro, pari a un KO sul ring.

## Video
Il video è formato da scene contrapposte: la prima denuncia un clima di tensione che separa il cantante dalla sua ragazza, la modella Riley Keough, manifestato dalla preoccupazione che i due ragazzi vivono in un appartamento. La donna si siede a cavalcioni sul cantante.

## Classifiche
| Classifica (2013) | Posizione massima |
| ----------------- | ----------------- |
| Belgio (Fiandre)  | 55                |
| Belgio (Vallonia) | 77                |
| Canada            | 28                |
| Francia           | 163               |
| Germania          | 71                |
| Irlanda           | 51                |
| Stati Uniti       | 37                |
| Stati Uniti (Pop) | 12                |
| Svizzera          | 68                |